# Niklas Märkl
Niklas Märkl (født 3. marts 1999 i Queidersbach) er en cykelrytter fra Tyskland, der kører for Fejl i Modul:Cykelhold: Wikidata-entitet ikke angivet..